# سوق النساء (نجران)
سوق النساء، يقع في نجران، وهو عبارة عن سوق تقليدي قديم مغطى بألواح الزنك مخصص لبيع المنتجات النسائية، ومن هنا اكتسب هذه التسمية، ويتميز بكونه السوق الوحيد المخصص ببيع المنتجات النسائية في المنطقة.

## الموقع
ويُعد سوق النساء الواقع بجوار قصر الإمارة التاريخي من أقدم الأسواق النسائية بالمنطقة، التي تلبي احتياجات المرأة من الملابس والزينة والعطور والتجميل والعناية بالبشرة، وتمارس النساء فيه البيع والشراء منذ القدم وما زالوا إلى لوقت الحاضر عبر دكاكينهم المعروفة والمشهورة لزوار ومرتادي السوق.